# Copa Panamericana de Hockey sobre césped masculino de 2017
La V Copa Panamericana de Hockey sobre césped masculino de 2017 se disputó en Lancaster (Estados Unidos), entre el 4 y el 12 de agosto de 2017.
El torneo fue un doble calificador para torneos internacionales de mayor envergadura: el ganador calificó directamente al Campeonato Mundial, y los dos equipos no calificados a través de los Juegos Suramericanos o los Juegos Centroamericanos y del Caribe clasificaron a los Juegos Panamericanos. También, el top-6 calificó a la próxima Copa Panamericana, mientras que los dos últimos equipos tuvieron que competir en el Challenge Panamericano.

## Clasificación
| Fechas                    | Evento                    | Lugar del evento | Plazas | Clasificados                                    |
| ------------------------- | ------------------------- | ---------------- | ------ | ----------------------------------------------- |
|                           | País local                |                  | 1      | Estados Unidos                                  |
| 10 - 17 de agosto de 2013 | Copa Panamericana 2013    | Santiago, Chile  | 5      | Argentina Canadá Trinidad y Tobago Chile México |
| 3 - 11 de octubre de 2015 | Desafío Panamericano 2015 | Chiclayo, Perú   | 2      | Brasil Venezuela                                |
| Total                     |                           |                  | 8      |                                                 |

## Grupos
| Grupo A        | Grupo B           |
| -------------- | ----------------- |
| Argentina      | Brasil            |
| Chile          | Canadá            |
| Estados Unidos | México            |
| Venezuela      | Trinidad y Tobago |

## Primera fase
- Las horas indicadas corresponden al huso horario local de Lancaster: UTC-4.[3]

### Grupo A
| Equipo         | J | G | E | P | GF | GC | DG  | PTS |
| -------------- | - | - | - | - | -- | -- | --- | --- |
| Argentina      | 3 | 3 | 0 | 0 | 27 | 2  | 25  | 9   |
| Estados Unidos | 3 | 2 | 0 | 1 | 8  | 7  | 1   | 6   |
| Chile          | 3 | 1 | 0 | 2 | 9  | 12 | -3  | 3   |
| Venezuela      | 3 | 0 | 0 | 3 | 0  | 23 | -23 | 0   |

#### Resultados
Jornada 1
| 4 de agosto, 10:00 | Chile                                                    | 6 - 0   | Venezuela | Complejo Deportivo Spooky Nook, Lancaster |                                      |
|                    | Becerra 25', 55' · Hurtado 32', 50' · Rodríguez 44', 48' | Reporte |           | Árbitro(s): Peter Wright Oliver Hock      | Árbitro(s): Peter Wright Oliver Hock |

| 4 de agosto, 19:00 | Argentina                                                      | 6 - 0   | Estados Unidos | Complejo Deportivo Spooky Nook, Lancaster |                                         |
|                    | Paredes 17', 30' · Peillat 21' · Merino 25', 60' · Gilardi 50' | Reporte |                | Árbitro(s): Nazmi Kamarudin Tyler Klenk   | Árbitro(s): Nazmi Kamarudin Tyler Klenk |

Jornada 2
| 6 de agosto, 17:00 | Chile                 | 2 - 9   | Argentina                                                                         | Complejo Deportivo Spooky Nook, Lancaster |                                       |
|                    | Goñi 13' · Martín 54' | Reporte | 6' Paredes · 7', 23', 29', 60' Peillat · 21', 36' L. Vila · 43' Ganly · 58' Ortiz | Árbitro(s): Peter Wright Kevin George     | Árbitro(s): Peter Wright Kevin George |

| 6 de agosto, 19:00 | Estados Unidos                                                      | 5 - 0   | Venezuela | Complejo Deportivo Spooky Nook, Lancaster |                                         |
|                    | Khokhar 13' · Cicchi 26' · Grassi 38' · Kaeppeler 44' · Sundeen 52' | Reporte |           | Árbitro(s): Nazmi Kamarudin Oliver Hock   | Árbitro(s): Nazmi Kamarudin Oliver Hock |

Jornada 3
| 8 de agosto, 12:00 | Argentina | 12 - 0  | Venezuela | Complejo Deportivo Spooky Nook, Lancaster |                                         |
|                    | Peillat 11' · Mazzilli 13', 17', 59' · Menini 39' · Paredes 44' · Ibarra 45' · Casella 46', 53' · Ganly 50', 55' · Tarazona 60' | Reporte |           | Árbitro(s): Gus Soteriades Kevin George   | Árbitro(s): Gus Soteriades Kevin George |

| 8 de agosto, 19:00 | Estados Unidos                          | 3 - 1   | Chile       | Complejo Deportivo Spooky Nook, Lancaster |                                      |
|                    | Huisman 3' · Grassi 12' · Kaeppeler 19' | Reporte | 49' Purcell | Árbitro(s): Peter Wright Tyler Klenk      | Árbitro(s): Peter Wright Tyler Klenk |

### Grupo B
| Equipo            | J | G | E | P | GF | GC | DG | PTS |
| ----------------- | - | - | - | - | -- | -- | -- | --- |
| Canadá            | 3 | 3 | 0 | 0 | 12 | 0  | 12 | 9   |
| Trinidad y Tobago | 3 | 2 | 0 | 1 | 5  | 7  | -2 | 6   |
| Brasil            | 3 | 1 | 0 | 2 | 4  | 5  | -1 | 3   |
| México            | 3 | 0 | 0 | 3 | 3  | 12 | -9 | 0   |

#### Resultados
Jornada 1
| 4 de agosto, 12:00 | Canadá                                                 | 4 - 0   | Trinidad y Tobago | Complejo Deportivo Spooky Nook, Lancaster |                                         |
|                    | Tupper 8' · Sarmento 23' · Johnston 29' · Smythe 51' · | Reporte |                   | Árbitro(s): Diego Barbas Matías Barbosa   | Árbitro(s): Diego Barbas Matías Barbosa |

| 4 de agosto, 17:00 | Brasil                                     | 3 - 1   | México     | Complejo Deportivo Spooky Nook, Lancaster        |                                                  |
|                    | López 7' · Vehrle-Smith 42' · Paixão 59' · | Reporte | 57' Chávez | Árbitro(s): Gus Soteriades Manuel Sierra Centeno | Árbitro(s): Gus Soteriades Manuel Sierra Centeno |

Jornada 2
| 6 de agosto, 10:00 | Brasil | 0 - 2   | Canadá                    | Complejo Deportivo Spooky Nook, Lancaster |                                     |
|                    |        | Reporte | 38' van Son · 51' Pereira | Árbitro(s): Diego Barbas Ridge Bair       | Árbitro(s): Diego Barbas Ridge Bair |

| 6 de agosto, 12:00 | Trinidad y Tobago                       | 3 - 2   | México                   | Complejo Deportivo Spooky Nook, Lancaster |                                           |
|                    | Emmanuel 14' · Byer 38' · Toussaint 57' | Reporte | 35' Chávez · 52' Pedraza | Árbitro(s): Gus Soteriades Matías Barbosa | Árbitro(s): Gus Soteriades Matías Barbosa |

Jornada 3
| 8 de agosto, 10:00 | Trinidad y Tobago        | 2 - 1   | Brasil    | Complejo Deportivo Spooky Nook, Lancaster      |                                                |
|                    | Pascal 26' · Marcano 47' | Reporte | 41' Sousa | Árbitro(s): Diego Barbas Manuel Sierra Centeno | Árbitro(s): Diego Barbas Manuel Sierra Centeno |

| 8 de agosto, 17:00 | Canadá                                                                   | 6 - 0   | México | Complejo Deportivo Spooky Nook, Lancaster |                                        |
|                    | Panesar 22' · Tupper 24' · Johnston 42', 50' · van Son 43' · Pereira 55' | Reporte |        | Árbitro(s): Nazmi Kamarudin Ridge Bair    | Árbitro(s): Nazmi Kamarudin Ridge Bair |

## Segunda fase
- Las horas indicadas corresponden al huso horario local de Lancaster: UTC-4.[3]

### Clasificación del 5.º al 8.º lugar
|  | Cruces | Cruces    | Cruces |        |       | Quinto lugar  | Quinto lugar  | Quinto lugar  |  |
|  |        |           |        |        |       |               |               |               |  |
|  |        |           |        |        |       |               |               |               |  |
|  | 3A     | Chile     | 8      |        |       |               |               |               |  |
|  | 3A     | Chile     | 8      |        |       |               |               |               |  |
|  | 4B     | México    | 1      |        |       |               |               |               |  |
|  | 4B     | México    | 1      |        | 3A    | Chile         | 2 (2)         |               |  |
|  |        |           |        |        | 3A    | Chile         | 2 (2)         |               |  |
|  |        |           | 3B     | Brasil | 2 (4) |               |               |               |  |
|  | 3B     | Brasil    | 3B     | Brasil | 2 (4) | 4             |               |               |  |
|  | 3B     | Brasil    |        |        |       | 4             |               |               |  |
|  | 4A     | Venezuela | 1      |        |       | Séptimo lugar | Séptimo lugar | Séptimo lugar |  |
|  | 4A     | Venezuela | 1      |        |       | Séptimo lugar | Séptimo lugar | Séptimo lugar |  |
|  |        |           |        |        |       |               |               |               |  |
|  |        |           |        |        |       | 4B            | México        | 1             |  |
|  |        |           |        |        |       | 4B            | México        | 1             |  |
|  |        |           |        |        |       | 4A            | Venezuela     | 0             |  |
|  |        |           |        |        |       | 4A            | Venezuela     | 0             |  |
|  |        |           |        |        |       |               |               |               |  |

#### Cruces
| 11 de agosto, 9:15 | Chile                                                                                         | 8 - 1   | México     | Complejo Deportivo Spooky Nook, Lancaster     |                                               |
|                    | Martín 21' · Richter 22', 45' · Hurtado 40' · Contardo 43' · Rodríguez 56', 58' · Becerra 60' | Reporte | 37' Méndez | Árbitro(s): Manuel Sierra Centeno Oliver Hock | Árbitro(s): Manuel Sierra Centeno Oliver Hock |

| 11 de agosto, 11:30 | Brasil                                                  | 4 - 1   | Venezuela   | Complejo Deportivo Spooky Nook, Lancaster |                                      |
|                     | van den Heijden 7' · López 48' · Sousa 54' · Paixão 59' | Reporte | 60' Escobar | Árbitro(s): Kevin George Tyler Klenk      | Árbitro(s): Kevin George Tyler Klenk |

#### 7.º lugar
| 12 de agosto, 10:00 | México     | 1 - 0   | Venezuela | Complejo Deportivo Spooky Nook, Lancaster |                                        |
|                     | Méndez 17' | Reporte |           | Árbitro(s): Oliver Hock Matías Barbosa    | Árbitro(s): Oliver Hock Matías Barbosa |

#### 5.º lugar
| 12 de agosto, 12:15 | Chile              | 2 - 2 (pen. 2-4) | Brasil                 | Complejo Deportivo Spooky Nook, Lancaster    |                                              |
|                     | Rodríguez 20', 51' | Reporte          | 10' López · 37' Paixão | Árbitro(s): Ridge Bair Manuel Sierra Centeno | Árbitro(s): Ridge Bair Manuel Sierra Centeno |

### Clasificación del1.eral 4.º lugar
|  | Semifinales | Semifinales       | Semifinales |        |    | Final        | Final             | Final        |  |
|  |             |                   |             |        |    |              |                   |              |  |
|  |             |                   |             |        |    |              |                   |              |  |
|  | 1A          | Argentina         | 8           |        |    |              |                   |              |  |
|  | 1A          | Argentina         | 8           |        |    |              |                   |              |  |
|  | 2B          | Trinidad y Tobago | 1           |        |    |              |                   |              |  |
|  | 2B          | Trinidad y Tobago | 1           |        | 1A | Argentina    | 2                 |              |  |
|  |             |                   |             |        | 1A | Argentina    | 2                 |              |  |
|  |             |                   | 1B          | Canadá | 0  |              |                   |              |  |
|  | 1B          | Canadá            | 1B          | Canadá | 0  | 1 (4)        |                   |              |  |
|  | 1B          | Canadá            |             |        |    | 1 (4)        |                   |              |  |
|  | 2A          | Estados Unidos    | 1 (3)       |        |    | Tercer lugar | Tercer lugar      | Tercer lugar |  |
|  | 2A          | Estados Unidos    | 1 (3)       |        |    | Tercer lugar | Tercer lugar      | Tercer lugar |  |
|  |             |                   |             |        |    |              |                   |              |  |
|  |             |                   |             |        |    | 2B           | Trinidad y Tobago | 0            |  |
|  |             |                   |             |        |    | 2B           | Trinidad y Tobago | 0            |  |
|  |             |                   |             |        |    | 2A           | Estados Unidos    | 3            |  |
|  |             |                   |             |        |    | 2A           | Estados Unidos    | 3            |  |
|  |             |                   |             |        |    |              |                   |              |  |

#### Semifinales
| 10 de agosto, 17:00 | Argentina                                                                   | 8 - 1   | Trinidad y Tobago | Complejo Deportivo Spooky Nook, Lancaster  |                                            |
|                     | Paredes 3', 4', 5' · Ortiz 8' · Peillat 10' · Tarazona 27', 47' · Ganly 41' | Reporte | 38' Toussaint     | Árbitro(s): Nazmi Kamarudin Gus Soteriades | Árbitro(s): Nazmi Kamarudin Gus Soteriades |

| 10 de agosto, 19:15 | Canadá      | 1 - 1 (pen. 4-3) | Estados Unidos | Complejo Deportivo Spooky Nook, Lancaster |                                       |
|                     | Johnston 8' | Reporte          | 14' Singh      | Árbitro(s): Peter Wright Diego Barbas     | Árbitro(s): Peter Wright Diego Barbas |

#### Tercer lugar
| 12 de agosto, 15:30 | Trinidad y Tobago | 0 - 3   | Estados Unidos                      | Complejo Deportivo Spooky Nook, Lancaster |                                      |
|                     |                   | Reporte | 19' Sundeen · 22' Cicchi · 60' Holt | Árbitro(s): Diego Barbas Tyler Klenk      | Árbitro(s): Diego Barbas Tyler Klenk |

#### Final
| 12 de agosto, 17:45 | Argentina              | 2 - 0   | Canadá | Complejo Deportivo Spooky Nook, Lancaster |                                          |
|                     | Ortiz 5' · L. Vila 25' | Reporte |        | Árbitro(s): Peter Wright Nazmi Kamarudin  | Árbitro(s): Peter Wright Nazmi Kamarudin |

## Estadísticas

### Clasificación general
| Pos.              | Equipo            |
| ----------------- | ----------------- |
| Medalla de oro    | Argentina         |
| Medalla de plata  | Canadá            |
| Medalla de bronce | Estados Unidos    |
| 4                 | Trinidad y Tobago |
| 5                 | Brasil            |
| 6                 | Chile             |
| 7                 | México            |
| 8                 | Venezuela         |

### Premios
| Mayor anotador                 | Mejor jugador del torneo | Mejor arquero del torneo | Mejor jugador joven del torneo |
| ------------------------------ | ------------------------ | ------------------------ | ------------------------------ |
| Matías Paredes Gonzalo Peillat | Matías Paredes           | David Carter             | Tariq Marcano                  |